# Swapna Barman
Swapna Barman (Ghoshpara, 29 ottobre 1996) è una multiplista indiana.

## Biografia
Nata in un villaggio non lontano da Jalpaiguri da una famiglia povera, ha affrontato alcune difficoltà a proseguire la propria attività sportiva dovendo fare i conti anche con la presenza inusuale di sei dita per ciascun piede. Ha ottenuto per i suoi progressi in atletica una borsa di studio che le ha permesso di poter aiutare la sua famiglia e continuare con l'attività sportiva.

## Palmarès
| Anno | Manifestazione                            | Sede        | Evento        | Risultato | Prestazione | Note                                     |
| ---- | ----------------------------------------- | ----------- | ------------- | --------- | ----------- | ---------------------------------------- |
| 2013 | Campionati dell'Asia meridionale juniores | Ranchi      | Salto in alto | Argento   | 1,65 m      |                                          |
| 2014 | Campionati asiatici juniores              | Taipei      | Eptathlon     | Argento   | 4962 p.     |                                          |
| 2014 | Giochi asiatici                           | Incheon     | Eptathlon     | 5ª        | 5178 p.     |                                          |
| 2016 | Campionati asiatici                       | Doha        | Salto in alto | 8ª        | 1,70 m      |                                          |
| 2016 | Campionati asiatici                       | Doha        | Pentathlon    | 7ª        | 3285 p.     |                                          |
| 2017 | Campionati asiatici                       | Bhubaneswar | Eptathlon     | Oro       | 5942 p.     |                                          |
| 2017 | Mondiali                                  | Londra      | Eptathlon     | 26ª       | 5431 p.     |                                          |
| 2018 | Giochi asiatici                           | Giacarta    | Eptathlon     | Oro       | 6026 p.     |                                          |
| 2019 | Campionati asiatici                       | Doha        | Eptathlon     | Argento   | 5993 p.     | Miglior prestazione personale stagionale |
| 2023 | Campionati asiatici indoor                | Astana      | Pentathlon    | Argento   | 4119 p.     |                                          |
| 2023 | Campionati asiatici                       | Bangkok     | Eptathlon     | Argento   | 5840 p.     |                                          |
| 2023 | Giochi asiatici                           | Hangzhou    | Eptathlon     | 4ª        | 5708 p.     |                                          |

## Campionati nazionali
2013
- Oro ai campionati indiani under-18, salto in alto - 1,71 m

2015
- Oro ai campionati indiani, eptathlon - 5350 p.
- Argento ai campionati indiani, salto in alto - 1,75 m

2016
- Bronzo ai campionati indiani, salto in alto - 1,76 m

2021
- Oro ai campionati indiani, salto in alto - 1,78 m

2022
- Oro ai campionati indiani, eptathlon - 5798 p.